# 大村神社 (伊賀市)

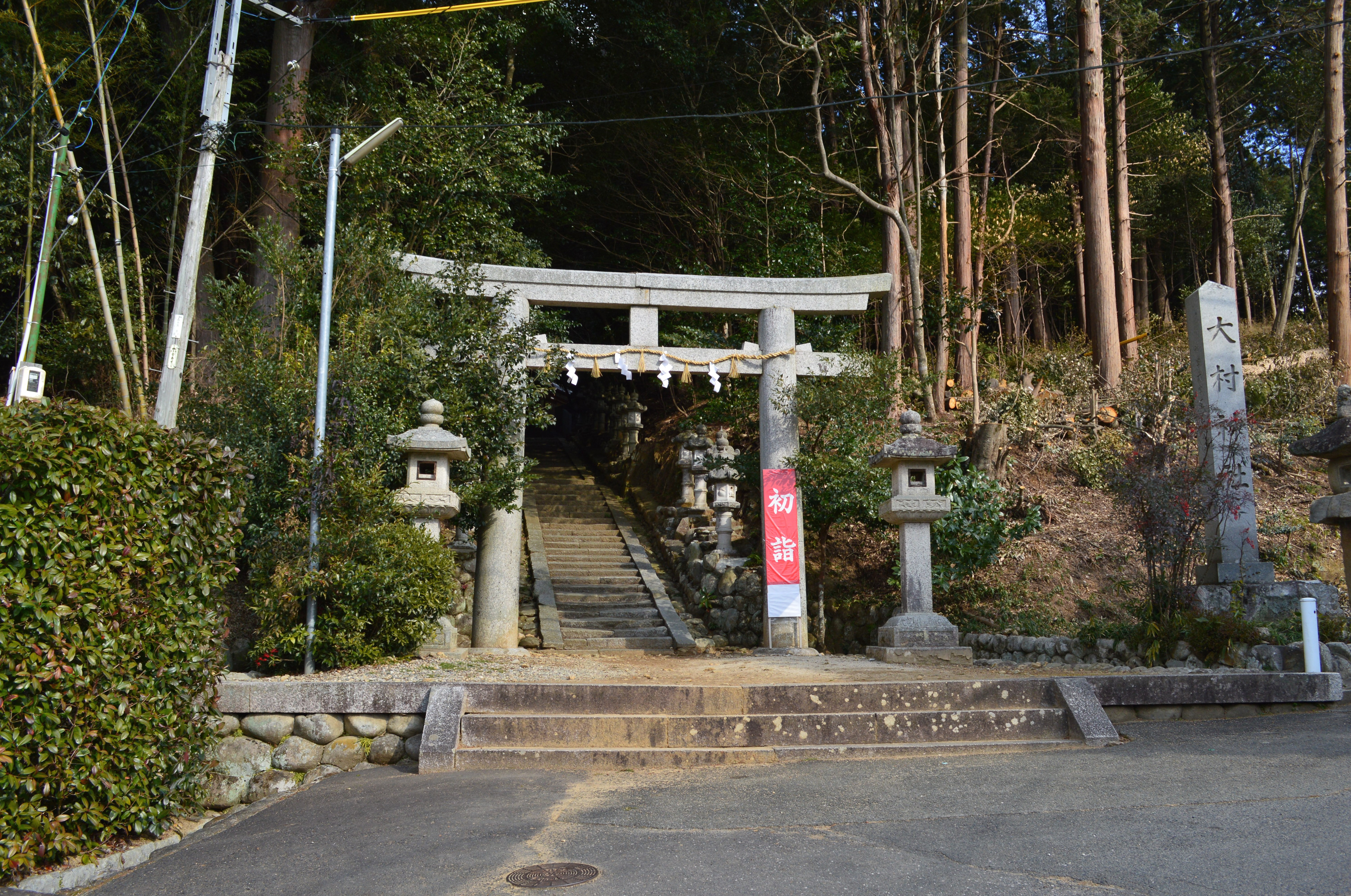
一の鳥居

大村神社（おおむらじんじゃ）は、三重県伊賀市阿保（あお）にある神社。式内社で、旧社格は県社。

## 祭神
祭神は次の21柱。
主祭神
- 大村神（おおむらのかみ）
社伝では、第11代垂仁天皇皇子の息速別命（いこはやわけのみこと/おきはやわけのみこと）をこれにあてる[1]。

配祀神
- 武甕槌命（たけみかづちのみこと）
- 経津主命（ふつぬしのみこと）
- 天児屋根命（あめのこやねのみこと）

合祀神
- 応神天皇など計17柱

### 祭神について
祭神は、『延喜式』神名帳では1座とする。一方、嘉吉元年（1441年）の『興福寺官務牒疏』では「大村神 二座」とあり、春日神が神護景雲2年（768年）に常陸（鹿島神宮）から三笠山（春日大社）に遷幸する際に休息した地であるとしている。現在の配祀神である武甕槌命・経津主命・天児屋根命ら春日神3柱はこの遷座伝承に由来するが、その史実性は明らかでない。
これらに対して、現在大村神にあてられている息速別命は、古代史料に阿保地域との関わりが見られる人物である。まず『続日本紀』延暦3年（784年）11月21日条では、息速別命は伊賀国阿保村に住み、その四世孫の須禰都斗王（須珍都斗王）が「阿保君」姓を賜ったという。また『新撰姓氏録』右京皇別 阿保朝臣条においても、垂仁天皇により伊賀国阿保村に宮室が作られて息速別命に封邑として授けられ、その子孫が阿保朝臣（阿保氏）になる旨が記されている。大村神社付近には息速別命の宮内庁治定墓も存在するが、こちらは近年の考古学では6世紀に下ると見られているため、大村神社境内の古墳（宮山古墳群）の1つを息速別命の墓に比定する説がある。
以上のほか、祭神については由気忌寸や大名草命（大村直祖）にあてる説もある。なお合祀神17柱は、明治23年から41年（1890年-1908年）の間に行われた旧阿保町28社・旧種生村3社の合祀になる。

## 歴史

### 創建
創建は不詳。前述の通り、神護景雲2年（768年）の春日神遷幸伝承が存在するほか（史料上初見は1441年）、当地を本貫とした阿保氏（息速別命後裔氏族）の関わりを想定する説が知られる。社名については、古来「大森社/大森明神」と見えることから社叢を表す「大森」から「大村」への転訛とする説や、地名「阿保村」から「大村」への転訛とする説があるが不詳。

### 概史
国史では、貞観5年（863年）に「大村神」の神階が正六位上から従五位下に昇叙された旨の記載がある。
延長5年（927年）成立の『延喜式』神名帳では伊賀国伊賀郡に「大村神社」と記載され、式内社に列している。また『和名抄』に見える地名のうちでは、現鎮座地は伊賀郡阿保郷に比定される。
『三国地志』によれば、社殿は永正年間（1504年-1521年）の火災に遭い、さらに天正9年（1581年）の天正伊賀の乱で焼失したが、天正15年（1587年）に再建されたという。この時造営された本殿は、現在も宝殿（国の重要文化財）として残されている。この天正15年の棟札では社名は「鹿嶋大明神」とあり、元和7年（1621年）・安永8年（1779年）の棟札では「鹿嶋宮」とも見えることから、この時期には春日神遷幸伝承が定着していたことが知られる。なお、天正15年以降は秋永氏が神職を担っていた。
明治維新後、明治17年（1884年）8月7日に近代社格制度において郷社に列し、明治39年（1906年）12月に神饌幣帛料供進神社に指定、昭和5年（1930年）11月27日に県社に昇格した。かつて別当寺は禅定寺であったが、明治初年に廃寺となっている。

### 神階
- 貞観5年（863年）3月16日、正六位上から従五位下 （『日本三代実録』） - 表記は「大村神」。

## 境内
現在の本殿は、明治23年（1890年）の造営。春日造で、屋根は檜皮葺である。
現本殿以前に使用された旧本殿は、宝殿として現本殿の西側に隣接する。この宝殿は、安土桃山時代の天正15年（1587年）の造営になる。一間社入母屋造、妻入で、屋根は檜皮葺。その形式とともに彫刻や彩色等においても造営当時の様子を残すとされ、国の重要文化財に指定されている。
そのほか境内には、霊石として信仰される要石や、奇鐘「虫喰鐘」がある。「虫喰鐘」の名は化学変化により表面の瘤が落ちたことに由来するが、元々は禅定寺（旧別当寺）の梵鐘で明暦2年（1656年）の完成になる。また境内の参道から社殿付近には、「宮山古墳群」と称される円墳数基が分布する。

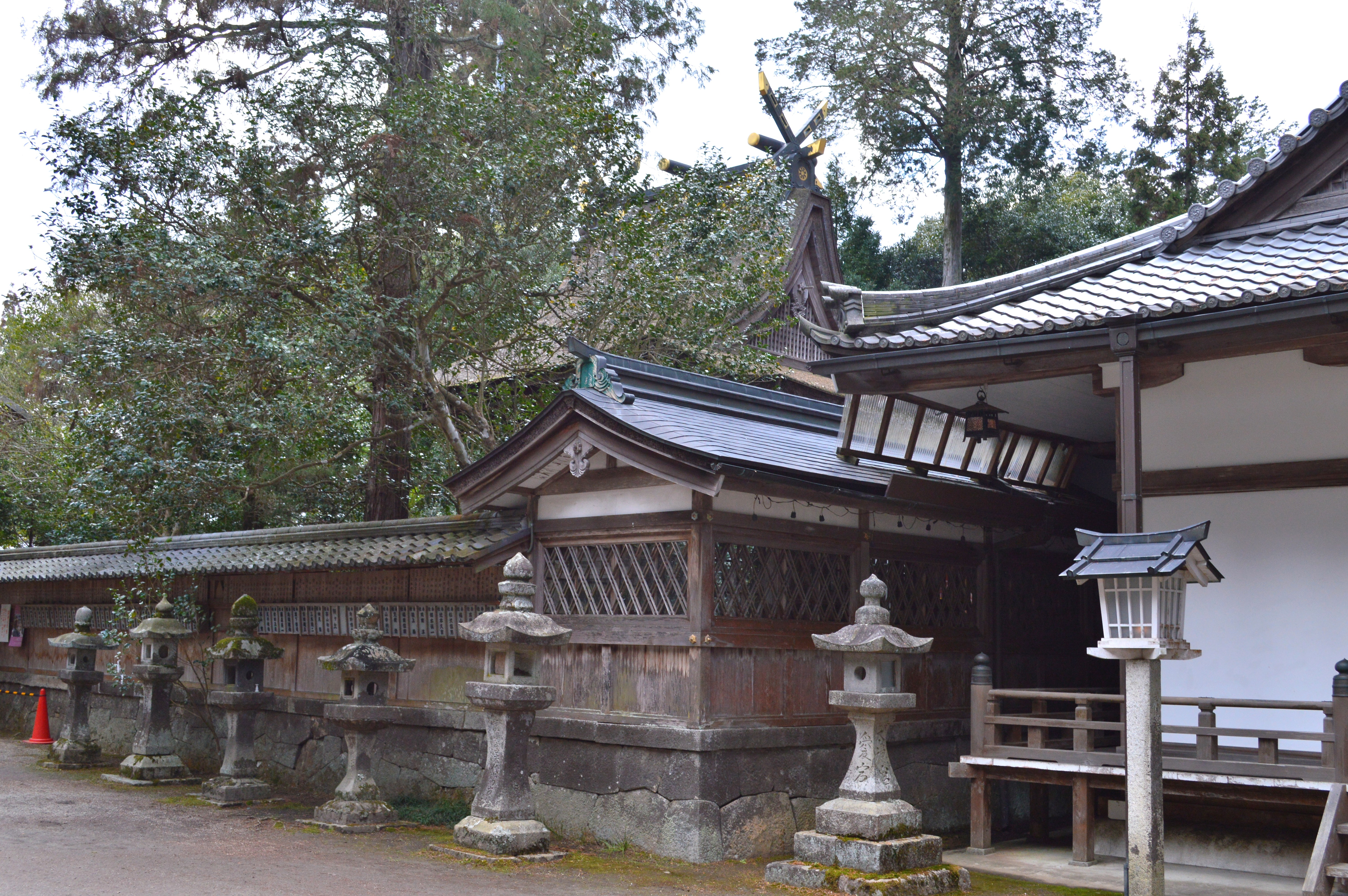
本殿
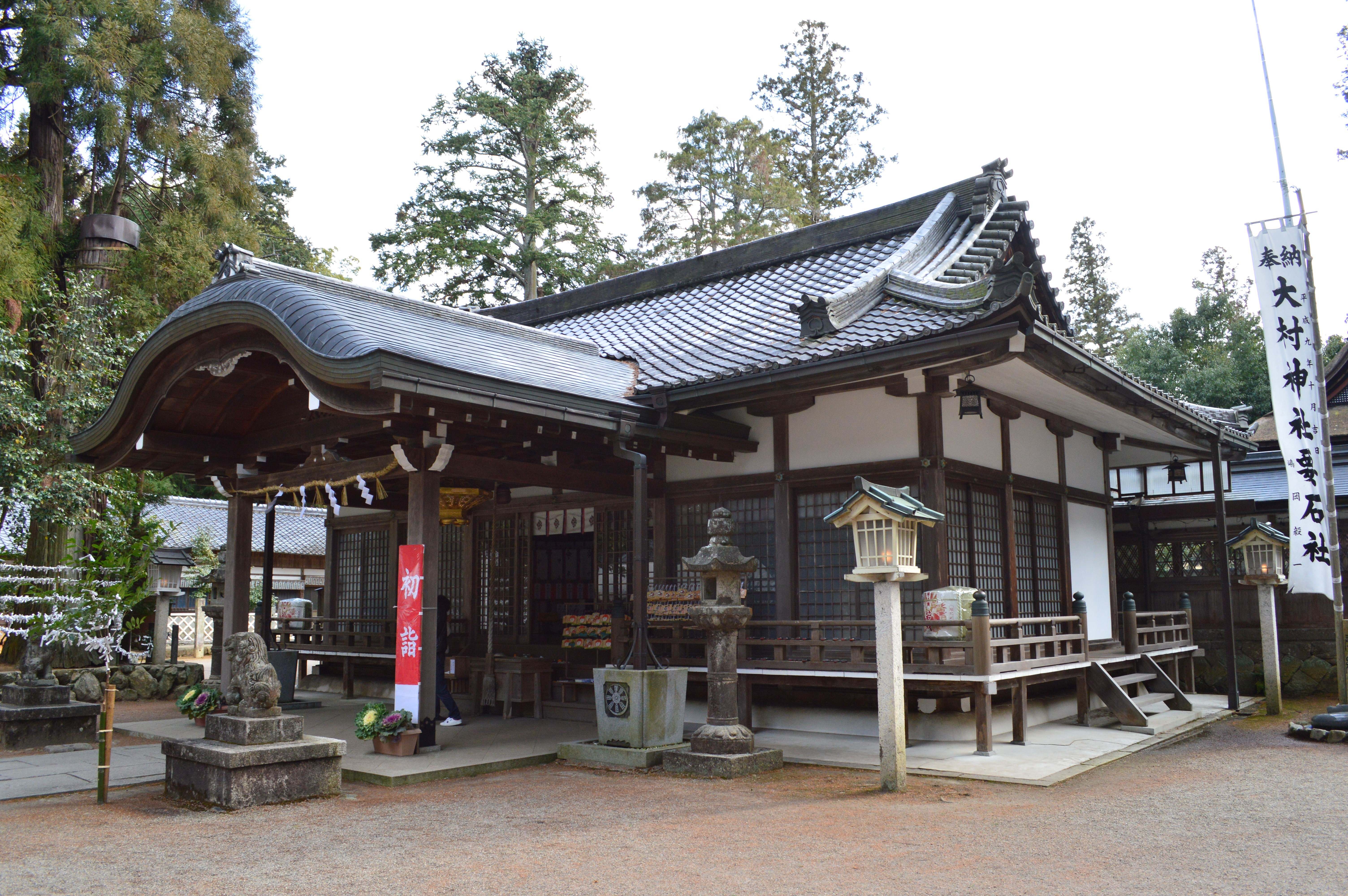
拝殿

## 摂末社

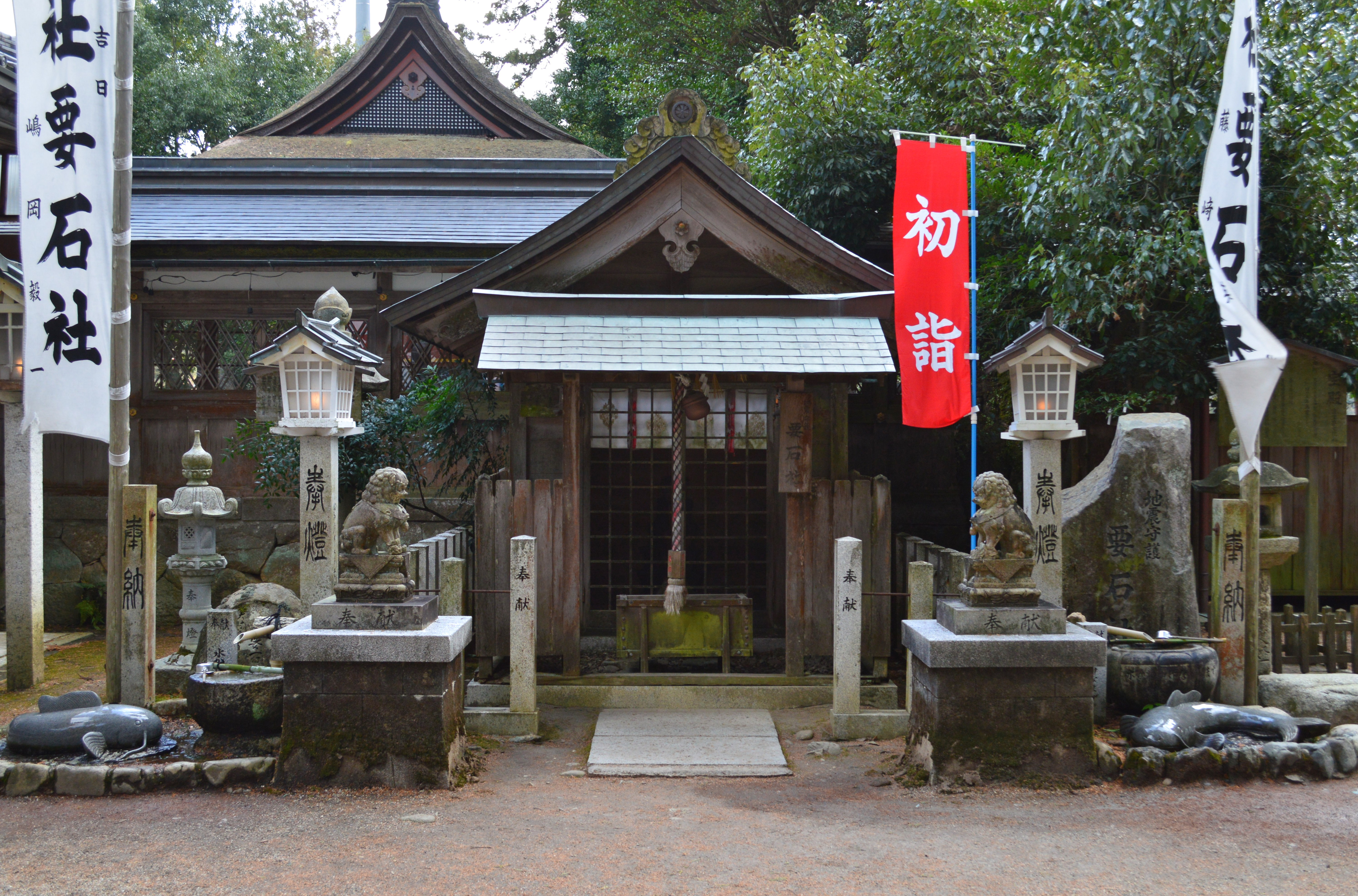
要石社
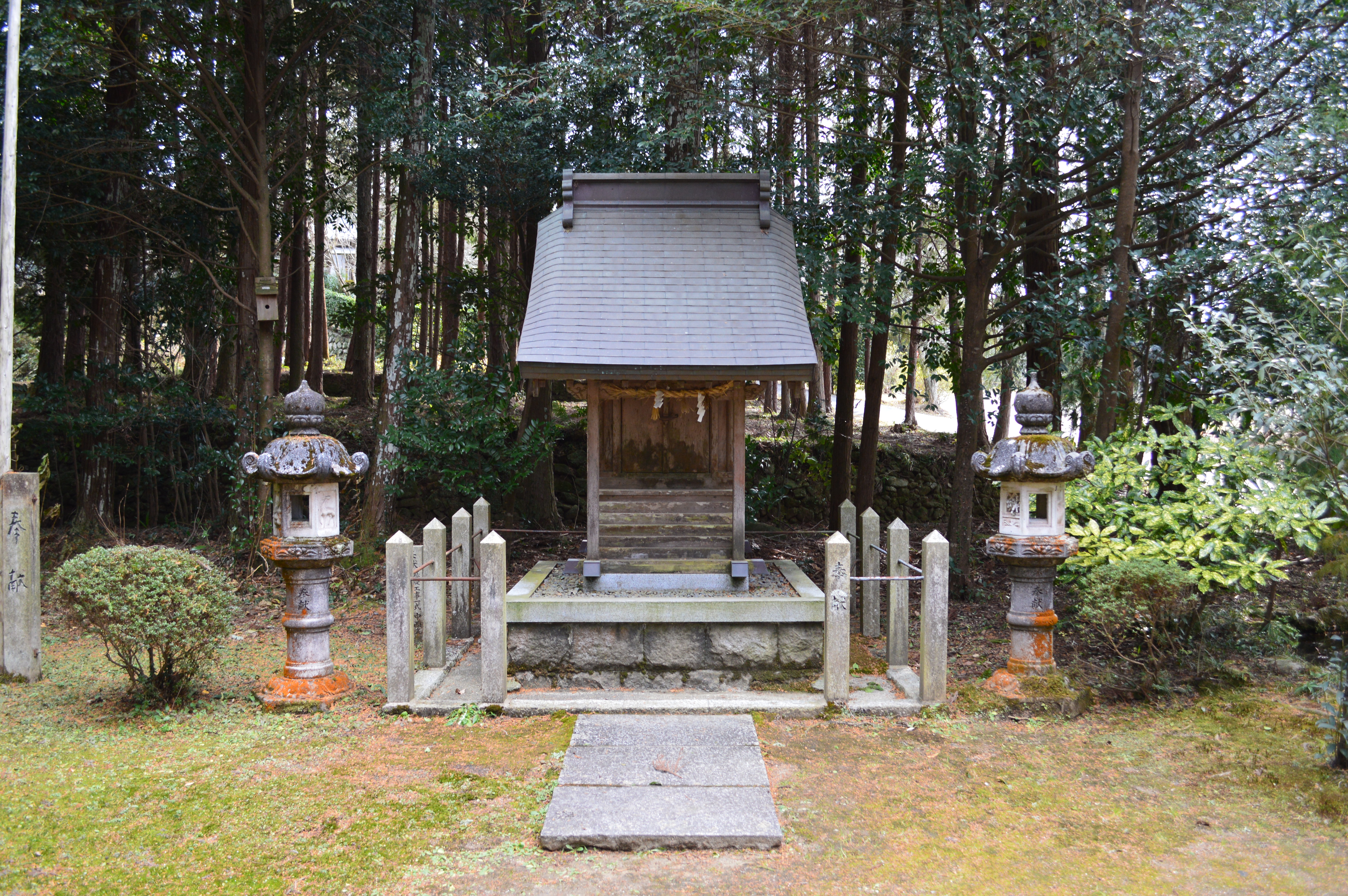
英霊社

- 要石社
- 英霊社

## 祭事
大村神社で年間に行われる祭事の一覧。
- 月次祭 （毎月1日）
- 歳旦祭（元旦祭） （1月1日）
- 初祈祷 （正月中）
- 厄除祈願祭 （2月1日）
- 厄除祈祷 （1月-2月末）
- 祈年祭 （2月21日）
- 春季例大祭 （4月10日）
- 英霊社祭 （8月15日）
- 地震除災祈願祭 （9月1日）
- 十五夜祭 （仲秋十五夜）
- 秋季例大祭 （11月2日・3日）
- 七五三祈祷 （11月中）
- 新穀感謝祭 （11月21日）
- 除夜の鐘 （大晦日）

## 文化財

### 重要文化財（国指定）
- 宝殿（附 棟札3枚）（建造物） - 大正9年4月15日指定[5]。

#### 伊賀市指定文化財
- 梵鐘

#### 登録文化財
- 本殿 - 令和7年登録。

## 現地情報
所在地
- 三重県伊賀市阿保1555

交通アクセス

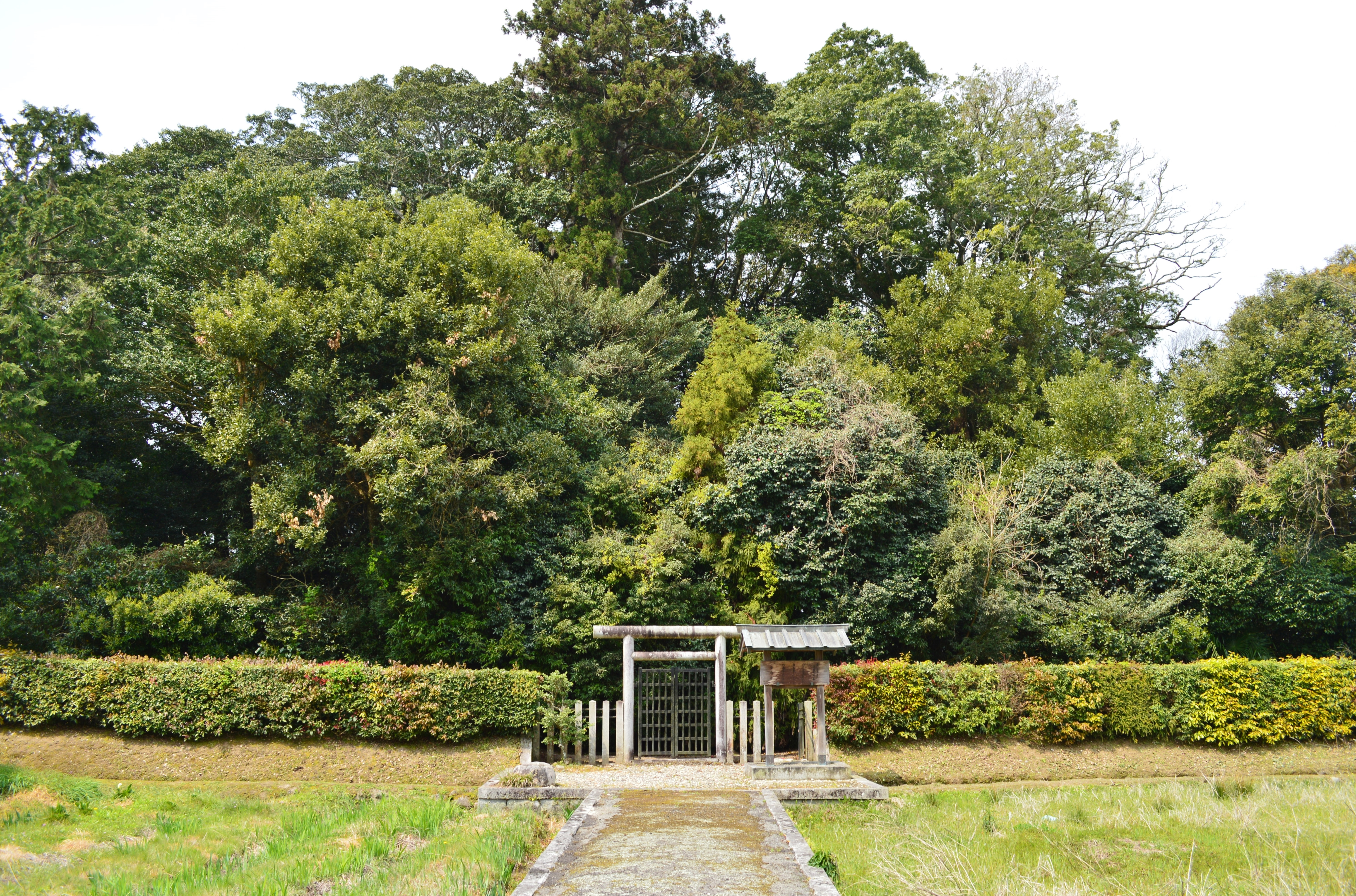
息速別命墓（伊賀市阿保）

- 鉄道：近畿日本鉄道（近鉄）大阪線 青山町駅 （徒歩約10分）

周辺
- 息速別命墓 - 宮内庁治定墓。
- 阿保頓宮跡 - 持統天皇・聖武天皇・斎王の頓宮伝承地。